# 福里斯特島
福里斯特島（英語：Forrester Island）是南極洲的島嶼，位於瑪麗伯德地，處於謝潑德島東北面24公里，長6公里，由美國海軍發現和繪入地圖，現時由南極條約體系管理。